# Ala 14
El Ala 14 es una de las principales unidades del Ejército del Aire y del Espacio de España, con sede en la Base Aérea de Los Llanos, en la ciudad española de Albacete.
Es una unidad de caza y ataque que vigila y controla el espacio aéreo español de forma permanente. Los aviones de combate con los que opera son los Eurofighter Typhoon, considerados uno de los cazas más avanzados del mundo, siendo una de las dos unidades dotadas con este avión junto con el Ala 11 de Morón de la Frontera (Sevilla). 
Dependiente del Mando Aéreo de Combate, cuenta con dos escuadrones con misiones diferenciadas: el escuadrón 141 y el escuadrón 142. La unidad participa activamente en misiones internacionales.

## Historia
En marzo de 1974, debido a su posición geoestratégica dentro de la península ibérica, permitiendo enfrentar cualquier amenaza proveniente del Magreb, la Base Aérea de Los Llanos pasó a dedicarse a la aviación de combate después de haberse dedicado al bombardeo y al transporte en años anteriores, creándose el «Ala 14», a la que se le asignaron los nuevos Mirage F1 comprados por el Ejército del Aire, recibiendo las primeras unidades el 18 de junio de 1975, por lo que se procedió a la creación del Escuadrón 141, y con la progresiva llegada de más aviones, del Escuadrón 142 el 1 de abril de 1980.

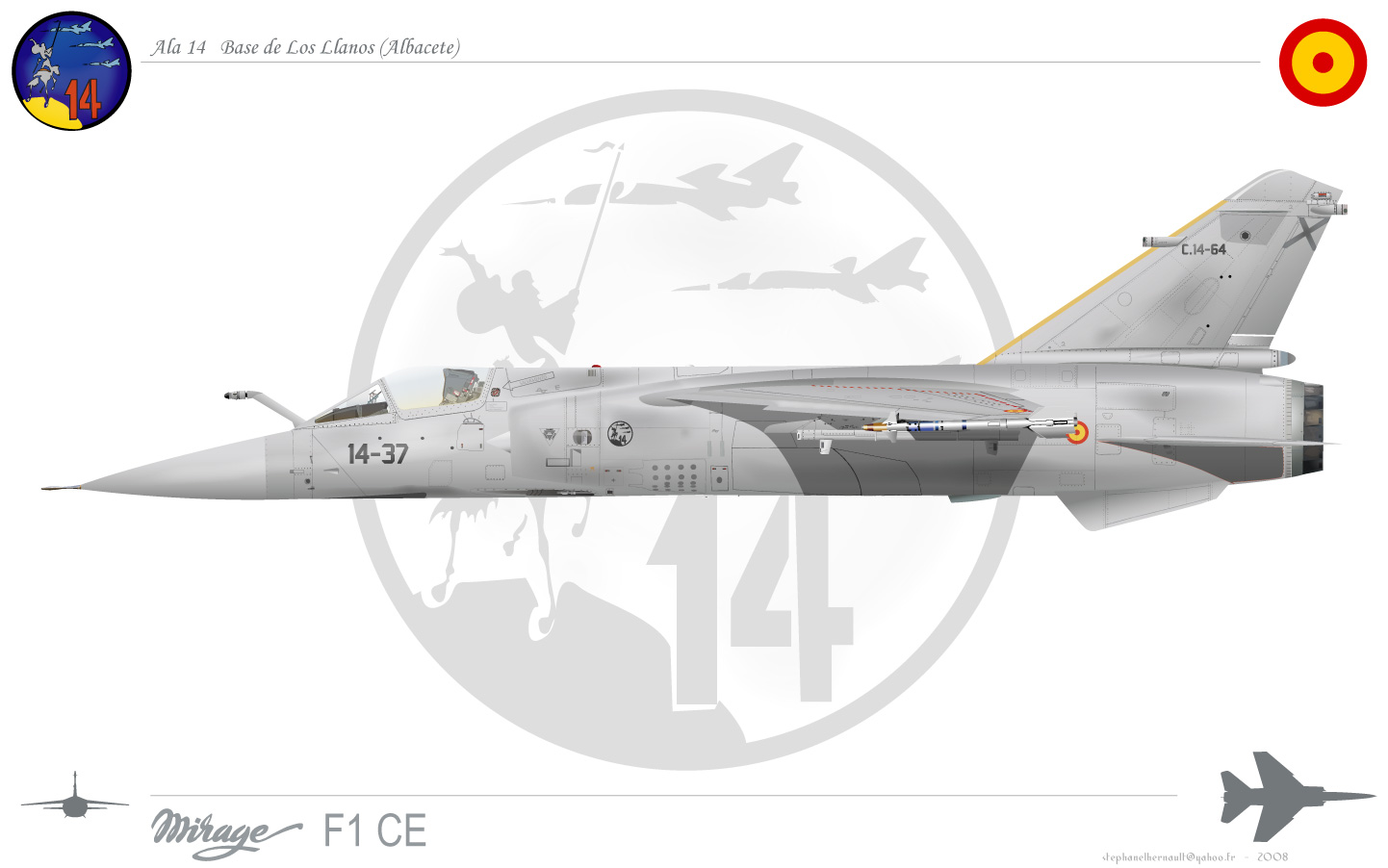
Mirage F1 del Ala 14 del Ejército del Aire

Con la llegada de los nuevos aviones, la Base Aérea de Los Llanos necesitó una transformación, por lo que se crearon nuevas instalaciones y servicios necesarios, y la pista de aterrizaje tuvo que ser ampliada hasta los actuales 2700 metros de longitud.
En 1983 los Mig-25 argelinos volaron misiones de reconocimiento sobre la costa del sur de España. Los aviones volaban a 2900 km/h y los Mirages de Los Llanos y Manises enviados tras ellos generalmente no podían interceptarlos. 
Un total de 48 monoplazas y 4 biplazas se llevaron al estándar Mirage F1M entre 1997 y finales de 2000, centralizando el Ala 14 las operaciones de todos ellos. En 1999 el Ala 14 absorbió el escuadrón que operaba en Manises (Valencia). 
En 2013 el Eurofighter sustituyó a los Mirage F1M, formando parte del Escuadrón 142 del Ala 14 y empezando a operar desde la Base Aérea de Los Llanos.

## Características

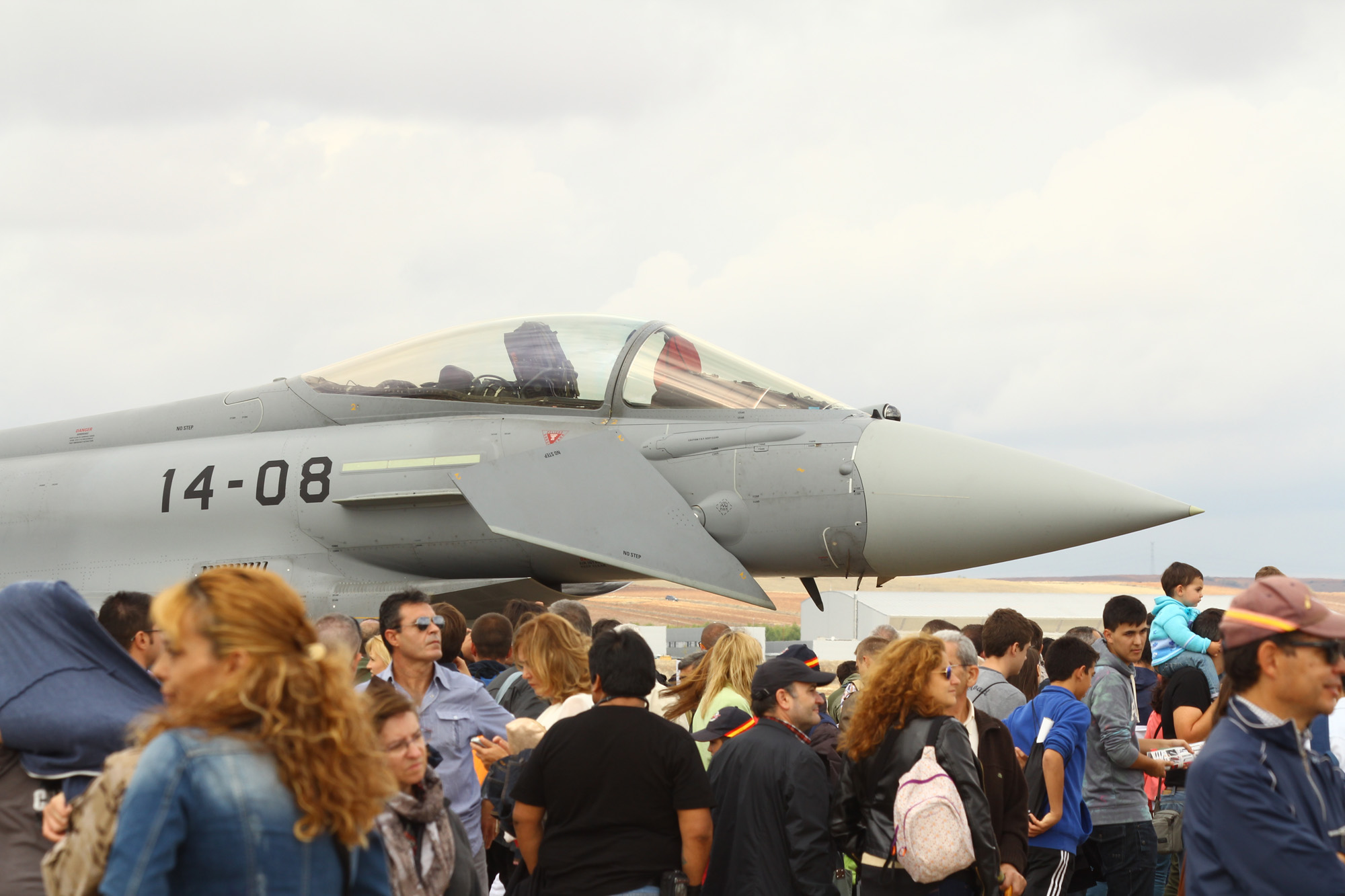
Vista de un Eurofighter Typhoon del Ala 14. Este moderno avión de combate sustituyó a los Mirage F1 en 2013.

El Ala 14 tiene una dependencia operativa del Mando Aéreo de Combate y orgánica del Mando Aéreo General del Ejército del Aire y del Espacio. Dotada actualmente con los modernos aviones de combate Eurofighter Typhoon, tiene como función principal la realización de misiones aéreas. La flota  de Eurofighter Typhoon del Ala 14 está formada por 31 aviones distribuidos entre sus dos escuadrones. Mantiene en alerta constante las 24 horas del día los 7 días de la semana dos cazas que estarían dispuestos a despegar en 5 minutos si se presentara alguna eventualidad.
El Ala 14, con sus 200 000 horas de vuelo en el antiguo Mirage F1, es la unidad de combate más operativa con un mismo sistema de armas dentro del Ejército del Aire y del Espacio. Totaliza hasta un total de 260 000 horas voladas por los Mirage españoles sumando las realizadas en el Ala 46 y el Ala 11.

## Escuadrones

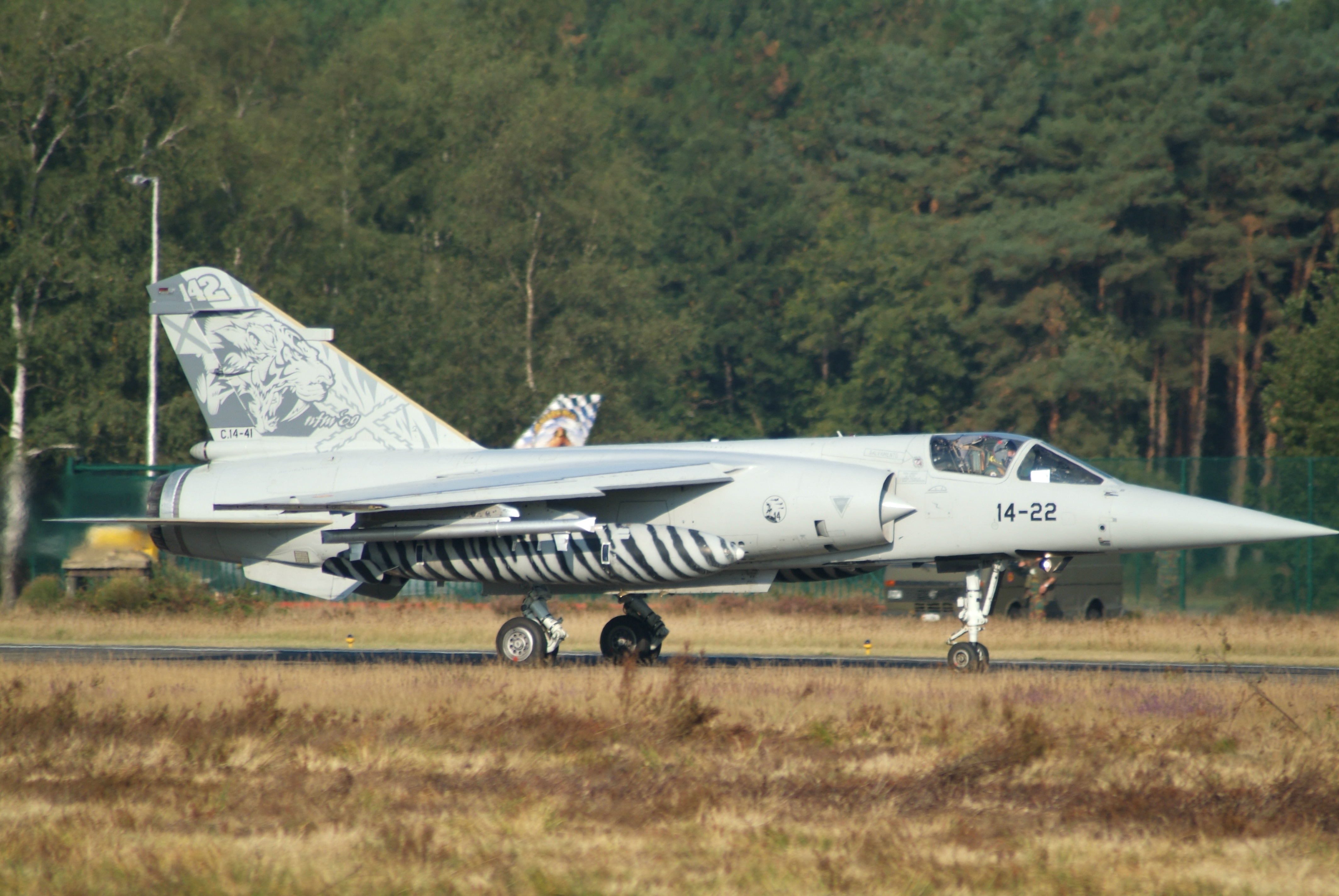
Mirage F1M del Ala 14. El 23 de junio de 2013, fecha histórica de la aviación militar española, fueron dados de baja del Ejército del Aire en la base aérea de Albacete. Entre los dos escuadrones del Ala 14 concentraron todos los Mirage F1 que poseyó el Ejército del Aire español (46 unidades, 4 de las cuales eran biplaza).

El Ala 14 cuenta con dos escuadrones con misiones bien diferenciadas:
- Escuadrón 141
- Escuadrón 142

Ambos escuadrones son apodados coloquialmente «perros» y «tigres», respectivamente, como los animales que lucen en sus emblemas.

## Misiones internacionales

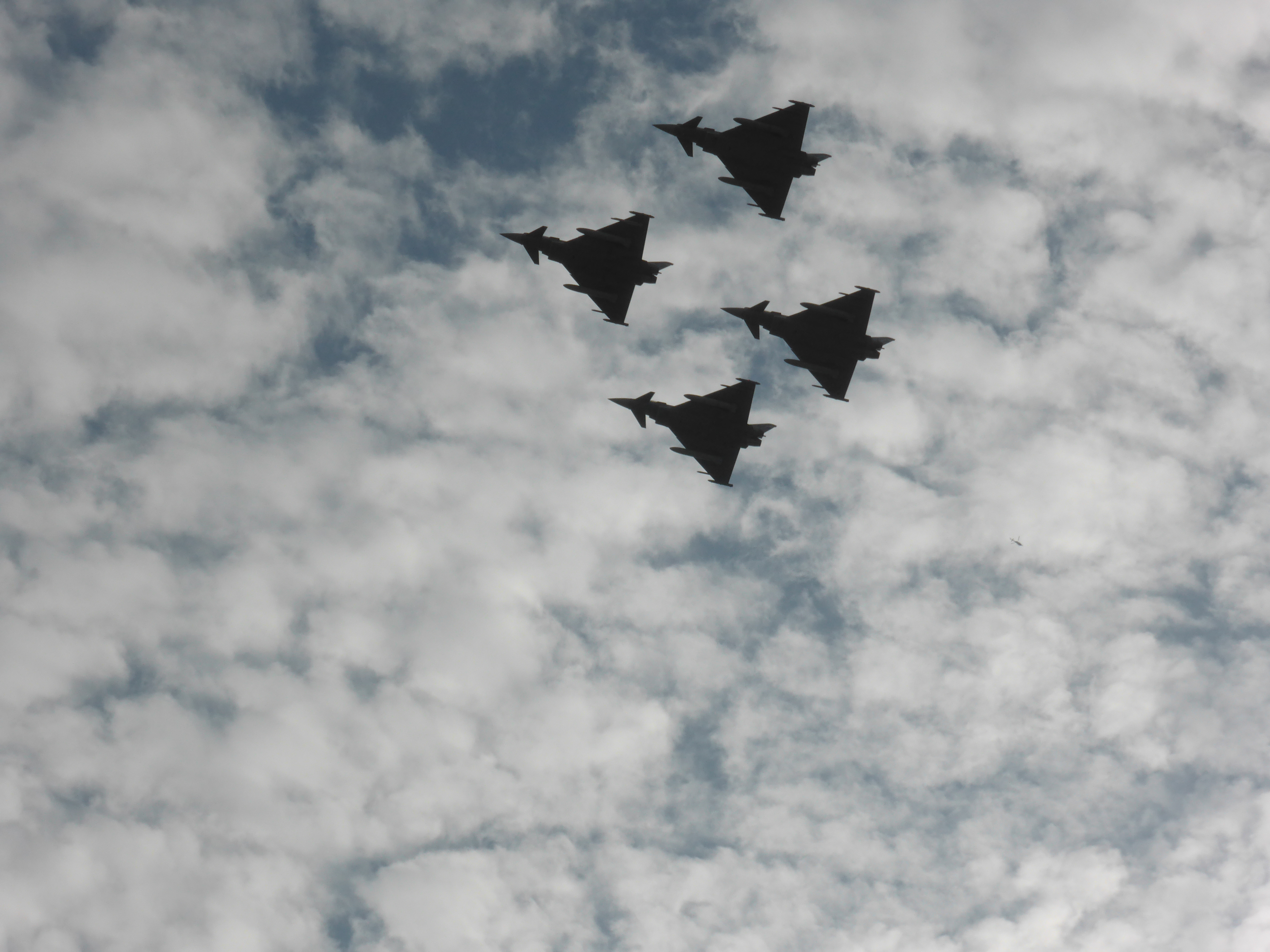
Formación de cuatro aviones de caza Eurofighter Typhoon del Ala 14 surcando los cielos de Madrid en el desfile aéreo del Día de la Fiesta Nacional el 12 de octubre de 2017

En 2002 el Ala 14 participó en el ejercicio Cope Thunder, en Alaska, Estados Unidos. 
En 2006 aviones Mirage F1 de la unidad fueron desplegados en la base aérea de Šiauliai, en Lituania, realizando misiones de defensa y policía del espacio aéreo, bajo mando de la OTAN.
El Escuadrón 142 del Ala 14 es miembro de pleno derecho de la comunidad de tigres de la OTAN desde 1986, habiendo participado desde entonces en numerosos Tiger Meet alrededor del mundo y habiendo organizado dos hasta la fecha: en 1992 y en 2006.
En 2021 partió a Lituania en misión internacional un contingente de 130 militares del Ala 14 para realizar funciones de policía aérea en los países bálticos durante un periodo de cuatro meses.

## Reconocimientos
La ciudad de Albacete cuenta con un monumento en homenaje al Ala 14 con el escudo de la unidad, el número 14 y las siluetas de los aviones Mirage F-1 y Eurofighter Typhoon.

## Incidentes

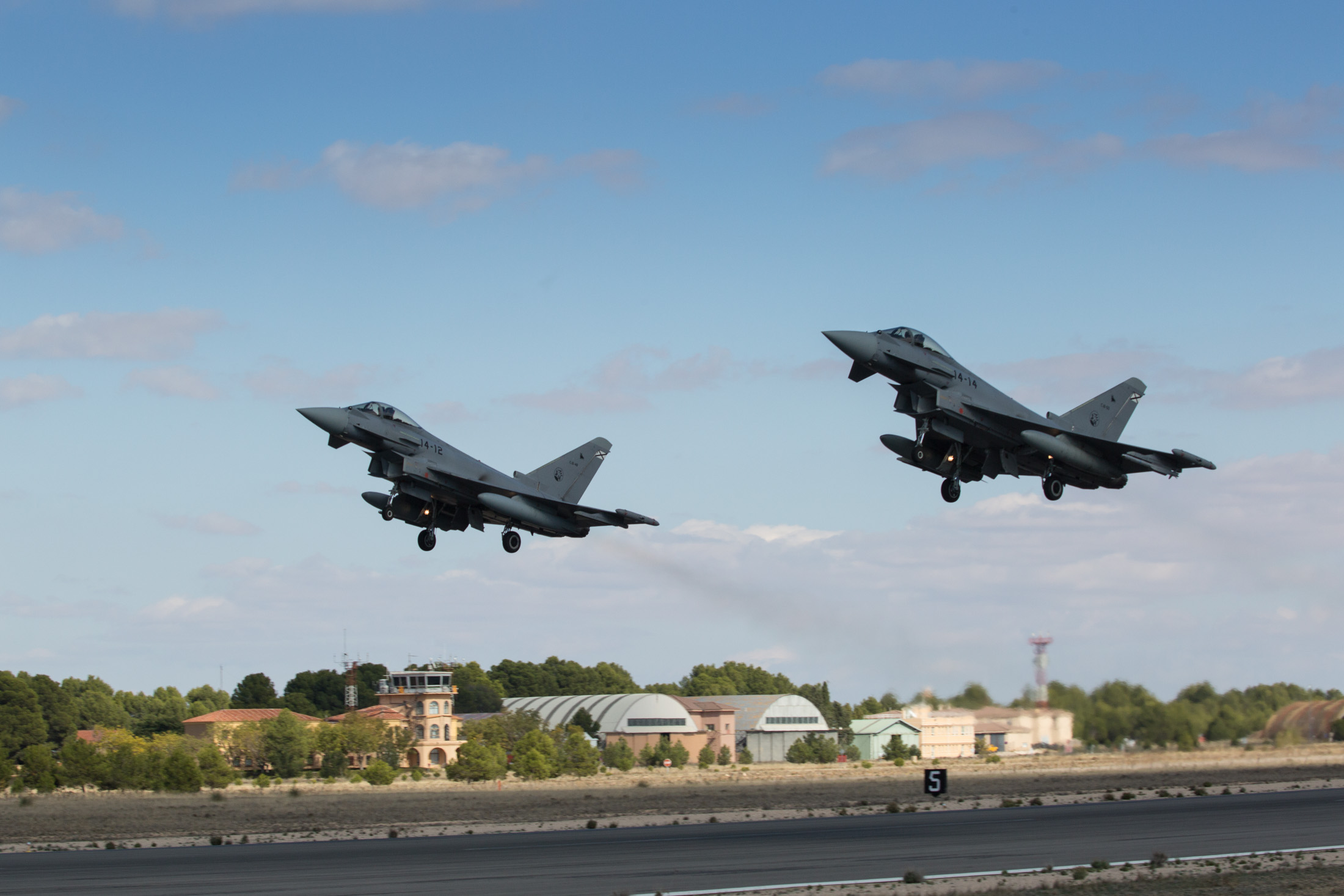
Dos Eurofighter Typhoon del Ala 14 despegando simultáneamente en el macroejercicio de la OTAN Trident Juncture 15 (2015)

### Incidente ovni de Manises
Sobre las 00:40 horas del 11 de noviembre de 1979 un caza Mirage F-1 del Ala 14 despegó en misión de scramble (alerta de interceptación aérea) de la Base Aérea de Los Llanos con el objetivo de identificar los supuestos objetos no identificados que perseguían un avión comercial y que le obligaron a realizar un aterrizaje de emergencia en el conocido como incidente ovni de Manises. Tras hora y media de persecución, y debido a la falta de combustible, el piloto tuvo que volver a Albacete sin resultados.

### Accidentes aéreos
El Ala 14 ha sufrido a lo largo de su historia diferentes accidentes aéreos.
- El 29 de enero de 1986 un Mirage F-1 del ala se estrelló durante unas maniobras de aproximación a la Base Aérea de Los Llanos, falleciendo su piloto.

- El 5 de julio de 1989 un Mirage F-1 se estrelló en Chinchilla de Montearagón. Los dos pilotos se salvaron tras saltar en paracaídas. El 15 de octubre de 1990 colisionaron dos Mirage F-1 en vuelo entre las provincias de Albacete y Cuenca. Falleció un comandante.

- El 27 de agosto de 1991 un Mirage F-1 se estrelló cerca de la Base Aérea de Los Llanos. El piloto resultó ileso. El 20 de julio de 1992 un Mirage F-1 se estrelló a diez kilómetros de la base. El piloto saltó en paracaídas.

- El 17 de diciembre de 1992 un Mirage F-1 se estrelló en Minaya. Murió un capitán.

- El 4 de mayo de 2004 un Mirage F-1 se estrelló en Peñascosa. Falleció el piloto. El 21 de marzo de 2006 un Mirage F-1 se estrelló cerca de La Roda, junto a la autovía. El piloto salió ileso.

- El 20 de enero de 2009 dos Mirage F-1 en entrenamiento colisionaron en la provincia de Albacete. Fallecieron tres oficiales.

- El 12 de octubre de 2017 un Eurofighter Typhoon del Ala 14 se estrelló tras la maniobra de rotura de una formación de 4 aparatos previa al aterrizaje, después de volver del desfile aéreo de la fiesta nacional. El piloto falleció.

## Escuadrones
1. Escuadrón 141. Opera los Eurofighter Typhoon
2. Escuadrón 142. También opera los Eurofighter Typhoon